# Il film Pokémon: Nero - Victini e Reshiram e Bianco - Victini e Zekrom
Il film Pokémon: Nero - Victini e Reshiram (劇場版ポケットモンスター ベストウイッシュ ビクティニと白き英雄 レシラム?, Gekijōban Poketto Monsutā Besuto Uisshu Bikutini to Shiroki Eiyū Reshiramu, Pokémon Best Wishes il film: Victini e l'eroe bianco Reshiram) e Il film Pokémon: Bianco - Victini e Zekrom (劇場版ポケットモンスター ベストウイッシュ ビクティニと黒き英雄 ゼクロム?, Gekijōban Poketto Monsutā Besuto Uisshu Bikutini to Kuroki Eiyū Zekuromu, Pokémon Best Wishes il film: Victini e l'eroe nero Zekrom) sono due differenti versioni del quattordicesimo lungometraggio basato sulla serie animata Pokémon. Il film è stato proiettato in Giappone a partire dal 16 luglio 2011.
Negli Stati Uniti d'America il film Nero è stato proiettato il 3 dicembre 2011, mentre il film Bianco è stato trasmesso il 10 dicembre su Cartoon Network. In Italia l'emittente K2 ha inserito i due lungometraggi nel palinsesto rispettivamente per il 17 e 16 aprile 2012. Escono in DVD editi da Universal Pictures il 20 giugno 2012, in un cofanetto che contiene entrambi i film.
Il film è stato annunciato per la prima volta al termine del lungometraggio Pokémon: Il re delle illusioni Zoroark. Il primo trailer mostrava i Pokémon leggendari Zekrom, Reshiram e Victini. Nel secondo, oltre a Zekrom e Victini, sono visibili anche Ash Ketchum ed il suo Pikachu. Il 15 febbraio 2011 è stato confermato che il film sarebbe stato distribuito in due differenti versioni.

## Trama
Ash Ketchum, Iris e Spighetto giungono nella città di Eindoak, situata nella regione di Unima, per partecipare al Festival del Raccolto. Giunti nei pressi di Eindoak, Ash si trova a dover salvare due Deerling selvatici. Grazie al provvidenziale intervento del Pokémon leggendario Victini, Ash riesce a salvare i Pokémon e a raggiungere il castello di Eindoak, denominato Spada della Valle, attraverso una grotta.
Dentro il castello Ash ed i suoi amici iniziano a nutrirsi di macaron, alcuni dei quali sottratti dal Pokémon Vittoria in grado di rendersi invisibile. All'interno del castello i ragazzi incontrano Damon che li aiuta a raggiungere la città, giusto in tempo per assistere all'avvio del festival. Anche il Team Rocket si trova ad Eindoak e, sentite le leggende riguardanti Victini, desiderano catturare il Pokémon leggendario.
Il sindaco Mannes spiega a tutti i partecipanti le regole della Gara di Lotta annuale: ogni allenatore potrà utilizzare un solo Pokémon e, in caso di sconfitta o di sostituzione, sarà costretto a riconsegnare il ciondolo che lo identifica come partecipante alla competizione.
Iris decide di schierare Emolga, ma viene eliminata poiché durante lo scontro con Emboar il Pokémon utilizza Invertivolt, facendo scendere in campo Excadrill. Il Pansage di Spighetto viene invece sconfitto dall'Hydreigon di Carlita. Ash, dopo i primi successi di Pikachu ed Oshawott contro Serperior ed Emboar, decide di schierare Tepig contro un Samurott. Solamente grazie all'intervento di Victini, il suo Pokémon troverà la forza di sconfiggere l'avversario. Carlita nota qualcosa di strano e decide di sfidare Ash ed il suo Scraggy. Quando quest'ultimo viene aiutato da Victini, l'allenatrice se ne accorge e riferisce ad Ash della sua scoperta, che inizia a comprendere che i suoi colpi di fortuna derivano dal potere del Pokémon leggendario.
Ash offre nuovamente dei macaron a Victini che si rende visibile ed inizia a giocare con i ragazzi ed i loro Pokémon. Tuttavia il Pokémon non può abbandonare il perimetro del castello a causa di una barriera costituita dai pilastri protettivi che circondano la Spada della Valle. Più tardi Carlita, sua madre Juanita, suo fratello Damon ed il sindaco raccontano ad Ash ed i suoi amici la storia del Popolo della Valle, l'antica popolazione che viveva nel Regno della Valle.
Il re era molto amico di Victini, tuttavia aveva due figli gemelli denominati "eroe degli ideali" ed "eroe della verità". Un giorno i prìncipi entrarono in guerra schierando l'uno contro l'altro i Pokémon leggendari Zekrom e Reshiram. I due Pokémon lottarono duramente e si tramutarono in pietre. Lo sconvolgimento della Dragoenergia, una forza in grado di far vivere in simbiosi uomini e Pokémon con la natura, portò alla distruzione nel Regno della Valle.
Il sovrano decise quindi di porre una barriera attorno al castello e con l'aiuto di Victini trasferì il castello ed il suo popolo in cima ad una montagna. Tuttavia, con la morte del re, i pilastri protettivi non furono rimossi, lasciando Victini confinato nel perimetro del castello. Le pietre vengono invece nascoste in un luogo segreto dai due eroi.
Conoscendo la leggenda del Popolo della Valle, Damon decise d'intraprendere un viaggio per riunire la sua gente e riportare il castello a valle. Nonostante i tentativi falliti, un giorno l'allenatore fu richiamato da un drago leggendario che si trovava segregato nella caverna ai piedi della Spada della Valle.
Mentre Ash promette a Victini di portarlo nei pressi dell'oceano, Damon ha iniziato a schierare i suoi Pokémon Psico per portare a compimento il suo sogno: con l'aiuto di Sigilyph, cattura Victini ed inizia ad estrarre il suo potere per mettere in movimento il castello. Ash, Juanita e Carlita si oppongono alla tortura imposta sul Pokémon Vittoria, ma vengono attaccati dal Pokémon di Damon e dal drago leggendario. Ash ha quindi una visione in cui il re, prima di morire, ordina a Victini di non spostare nuovamente il castello poiché la Dragoenergia liberata potrebbe distruggere il mondo.
Ash si risveglia poco dopo nella cantina della Spada della Valle, racconta tutto a Juanita e si reca nella grotta situata sotto il castello per liberare l'altro Pokémon leggendario. Mentre Golurk di Juanita tenta nuovamente di fermare il drago leggendario, irrompe sul campo di battaglia un altro Pokémon leggendario cavalcato da Ash e Pikachu.
Mentre Zekrom e Reshiram combattono tra di loro, Ash accede al castello e tenta di liberare Victini. Pikachu non riesce a distruggere il meccanismo che intrappola il Pokémon che viene spazzato via da uno dei Pokémon drago, che disobbedisce agli ordini di Damon una volta compresa la gravità della situazione. Zekrom e Reshiram si alleano, ma la Dragoenergia è talmente potente che spinge il castello nella troposfera prima che Ash, Pikachu e Victini possano salire a bordo dell'elicottero di Mannes.
Damon viene spazzato via, ma tenta di salvare Ash a bordo di Golurk. Dato che gli attacchi di Zekrom, Reshiram e Pikachu si rivelano inefficaci contro i pilastri protettivi, Victini utilizza Generatore V contro la barriera.
Quando Ash si risveglia, Victini è sparito ed il castello viene spinto, oltre che dai Pokémon Psico, dalla forza combinata di Zekrom, Reshiram e Golurk. Damon procede a posizionare la Spada della Valle in prossimità dell'oceano, riuscendo a fermare la distruzione provocata dalla Dragoenergia. Ash si reca sulla costa e si commuove ripensando alla promessa non mantenuta. Quando lancia in aria un macaron scopre che il Pokémon Vittoria è ancora vivo e che desidera riportare in vita il Regno della Valle.
Nei titoli di coda, oltre ad essere visibile un personaggio di Pokémon: Il re delle illusioni Zoroark, sono presenti i disegni effettuati dai bambini della locandina del film.

## Ambientazione
Il film è ambientato in Francia. Tra le località visitate dal regista Yuyama, vi è anche il comune di Gourdon.

## Differenze tra le due versioni
- L'abbigliamento di Damon differisce tra le due versioni. Inoltre nel film di Zekrom possiede un Reuniclus, mentre in quello di Reshiram possiede un Gothitelle.[9]
- All'inizio del film Ash combatte con un Throh (Zekrom) o con un Sawk (Reshiram).[10][11]
- Arrivati al bivio, Ash, Iris e Spighetto voltano a destra nel film di Reshiram, a sinistra nel film di Zekrom.[10][11]
- Alcune scene del film di Zekrom sono ambientate in un deserto in cui vivono Blitzle, Zebstrika e Bouffalant, mentre nell'altro titolo i Pokémon Beartic e Stoutland popolano un ghiacciaio.[10][11]
- Il Golurk di Juanita e l'Hydreigon di Carlita sono cromatici solamente in uno dei due film.[11] Sawsbuck è inoltre presente nella sua forma Primavera o Autunno, mentre al termine del lungometraggio è visibile Tornadus o Thundurus.[10]
- La colonna sonora differisce tra i due titoli. Alcune scene sono riflesse o sono presenti oggetti colorati in maniera differente.[10][11]